# Manana Take
Manana Take ou encore Manana Také est une divinité présente dans la mythologie de l'Île de Pâques, issue des traditions des habitants de l'île de Pâques, le peuple Rapa Nui.

## Légende et description
Manana Take serait la femme du dieu Era Nuku. On dit que la divinité est venue du ciel et a déjà visité la terre sous la forme d'un poisson. Ce poisson a été capturé et livré au roi, en raison de sa taille et de sa beauté. Reconnaissant la nature divine, le roi fut ensuite lui-même interdit de nager en mer.
Il est postulé que la divinité Manana Take était probablement une représentation de la Manna, mot signifiant énergie, « matière à partir de laquelle est fabriquée la magie » et également la substance à partir de laquelle sont faites les âmes.